# Castelul Karlštejn
Castelul Karlštejn (în cehă hrad Karlštejn; în germană Burg Karlstein) este un castel în stil gotic construit în perioada 1348-1365 din dispoziția lui Carol al IV-lea, împărat al Sfântului Imperiu Roman și rege al Boemiei. Castelul a servit ca loc de păstrare a bijuteriilor coroanei Cehiei sau Boemiei, a sfintelor relicve și a altor comori regale. Situat la aproximativ 30 km sud-vest de Praga, deasupra satului cu același nume, este unul dintre cele mai renumite și mai frecvent vizitate castele din Republica Cehă.

## Istoric

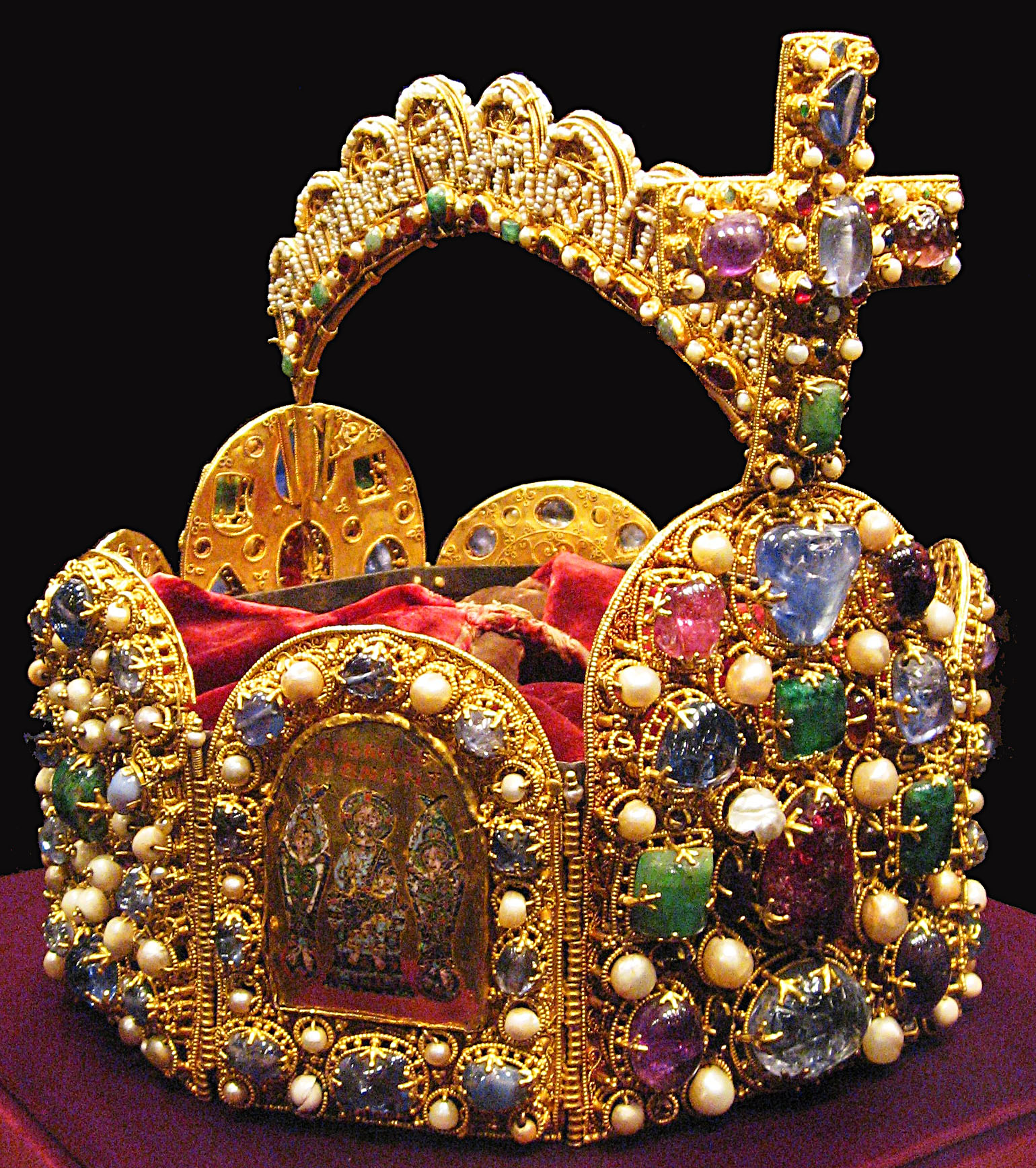
Coroana Imperială a Sfântului Imperiu Roman a fost păstrată în castel până în 1421

Construcția castelului a început în 1348, fiind supravegheată de Vitus de Bítov, viitorul staroste de Karlštejn, dar nu există documente care să precizeze cine a fost constructorul. Unii istorici speculează că Matei din Arras poate fi considerat arhitectul castelului, dar acesta murise deja în 1352. Este posibil ca planurile să nu fi fost realizate de un arhitect, ci să fi fost elaborate de un inginer care a spus în practică ideile și cererile împăratului, rezolvând cu precizie matematică problemele tehnice ce au apărut pe parcurs. În schimb, Sfântul Împărat Roman Carol al IV-lea a supravegheat personal lucrările de construcție și decorarea interioarelor. Un fapt mai puțin cunoscut este faptul că împăratul a angajat muncitori din regiunea Palestina pentru lucrările rămase. Construcția a fost terminată aproape douăzeci de ani mai târziu, în 1365, când a fost sfințită Capela Sfintei Cruci situată în Turnul Mare.
În urma izbucnirii Războaielor Husite, bijuteriile coroanei imperiale au fost evacuate în 1421 și aduse prin Ungaria la Nürnberg. În 1422, în timpul asedierii castelului, atacatorii husiți au folosit arme tipice războiului biologic atunci când prințul Sigismund Korybut a folosit catapulte pentru a arunca peste ziduri cadavrele morților (neinfectați cu ciumă) și 2.000 de încărcături de bălegar, reușind se pare să răspândească boli în rândul apărătorilor.

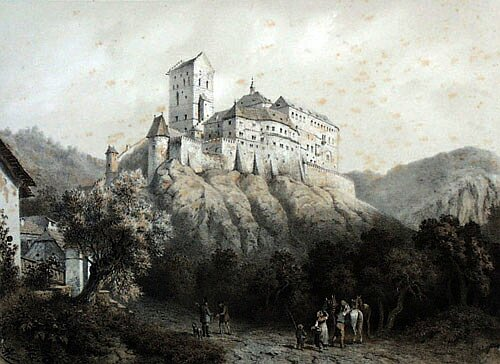
Karlštejn în jurul anului 1850

Mai târziu, bijuteriile Coroanei Boemiei au fost aduse în castel și ținute acolo timp de aproape două secole, cu unele pauze scurte. Castelul a trecut prin mai multe reconstituiri: în stil gotic târziu după 1480 și în stil renascentist în ultimul sfert al secolului al XVI-lea. În anul 1487 Turnul Mare a fost avariat de incendiu, fiind refăcut de mai multe ori în cursul secolului al XVI-lea. În timpul Războiului de Treizeci de Ani, mai precis în 1619, bijuteriile coroanei și arhiva au fost aduse la Praga, iar în 1620 castelul a fost predat împăratului Ferdinand al II-lea. După ce a fost cucerit în 1648 de către suedezi, el a început să se ruineze. În cele din urmă, o reconstrucție neo-gotică a fost realizată de Josef Mocker între 1887 și 1899, dându-i castelul aspectul actual. Reconstrucția a fost realizată după modelul folosit de Napoleon al III-lea și Viollet-le-Duc la Castelul Pierrefonds sau mai târziu de Wilhelm al II-lea al Germaniei la Castelul Haut-Kœnigsbourg.. 
Satul din apropiere a fost întemeiat în timpul construcției castelului și a purtat numele său până când a fost redenumit în Buda în urma Războaielor Husite. În secolul al XVIII-lea a primit numele de Budňany, apoi a fost unit cu Poučník și numit Karlštejn. Există aici un club de golf numit după castelul aflat în apropiere.

## Descriere arhitecturală

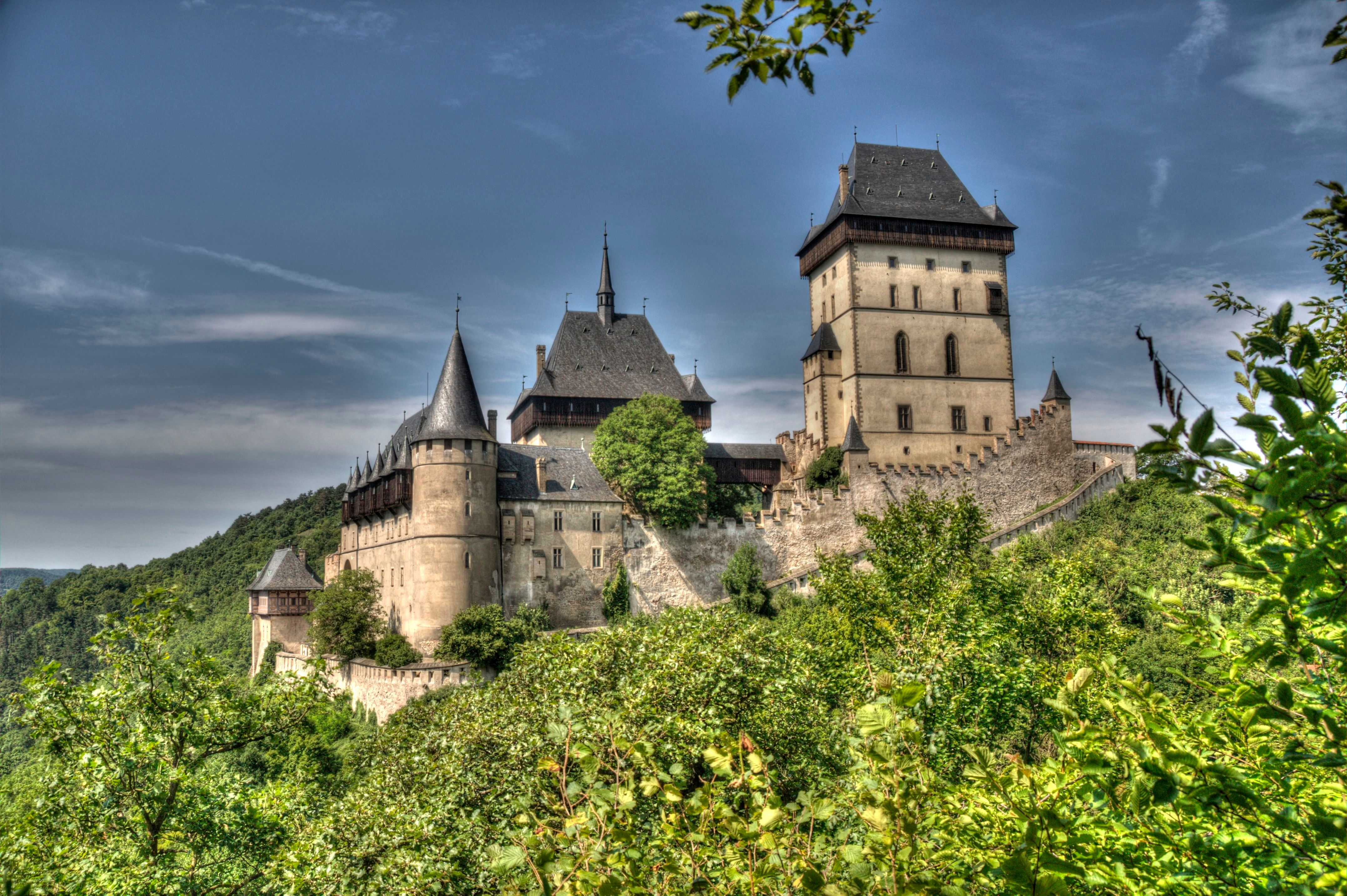
Karlštejn văzut dinspre nord

Castelul a fost construit pe un promontoriu aflat pe partea de sud a dealului Kněží hore, fiind separat de acesta printr-o vale îngustă. Prima poartă, printr-un turn pătrat cu două etaje și cu un acoperiș înalt, se afla deasupra unui șanț cu apă pe versantul vestic al promontoriului. Ea era legată prin intermediul unui portal mic de o galerie cu metereze. Galeria era protejată de parapet și era împărțită la mijloc printr-un bastion acoperit. Cea de-a doua poartă ducea în curtea unde se afla Casa starostelui (Purkrabství). Ambele intrări erau accesibile prin poduri mobile închise. Casa starostelui forma așezarea Karlštejn; ea a fost fortificată cu un meterez lat de doi metri. În meterezele curții starostelui era amenajată o a treia poartă - intrarea principală în castelul interior.
Nucleul castelului era format din trei părți amplasate pe terase aflate pe trei niveluri diferențiate; fiecare nivel avea o importanță diferită. Pe terasa cea mai de jos se afla Palatul Imperial (Císařský palác), deasupra lui era Turnul Marian (Mariánská věž), iar Turnul Mare (Velká věž) se afla cel mai sus. Palatul este o clădire cu un singur corp, lung de aproximativ 46 m și lat de 12,5 m, închis la est de un turn semicilindric; el avea, în afară de pivnița săpată în stâncă, un parter și două etaje din zidărie; al treilea etaj aflat sub acoperiș a fost construit din scânduri. Spațiul de la sol este deschis înspre curte, iar restul era ocupat de un depozit de grâne. La primul etaj se află trei camere; cea mai mare este sala centrală, așa-numita Sală a Cavalerilor (Rytířský sál). Împăratul locuia la cel de-al doilea etaj al palatului; etajul era împărțit în patru camere prin pereți despărțitori. O scară în spirală ducea la al treilea etaj, unde - potrivit evidențelor din secolul al XVI-lea - a existat o reședință a „împărătesei cu alaiul ei de însoțitoare”. Dispunerea și amenajarea etajelor doi și trei era aproximativ aceeași: dormitoare pe latura de est, apoi sala de ședințe, o altă sală și camerele de pe latura de vest.

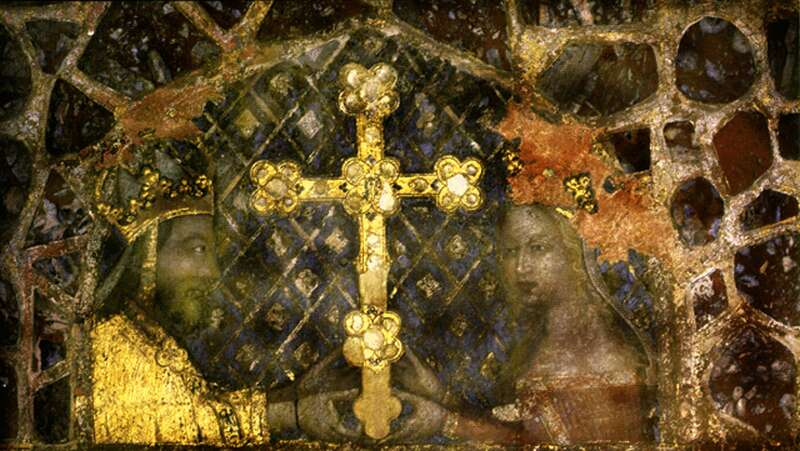
Portretul lui Carol al IV-lea și al soției sale, Anna de Schweidnitz, în Capela Sf. Ecaterina din Turnul Marian

Zona centrală a Turnului Mare înalt de 60 m și fortificat (cu ziduri groase de 4-7,5 m) este Capela Sfintei Cruci (kaple sv. Kříže); ea nu are o analogie în concept nicăieri în lume. În interiorul capelei, în spatele a patru uși cu nouăsprezece încuietori cu propria cheie, au fost păstrate documentele valoroase ale arhivei de stat, împreună cu simbolurile puterii de stat - sceptrul, coroana și apoi bijuteriile Coroanei Cehe.
Turnul Fântânii (Studniční věž), elementul logistic central al castelului fără de care acesta nu putea funcționa, a fost prima parte a castelului care a fost construită. Minerii ce au fost aduși din orașul minier Kutná Hora nu au reușit totuși să găsească apă nici după ce au săpat o fântână adâncă de 70 de metri, cu mult sub nivelul râului Berounka din apropiere. Prin urmare, a fost săpat un canal subteran care să aducă apă de la un izvor din apropiere, rezultând o coloană de apă de 25 de metri, suficientă pentru a alimenta castelul timp de mai multe luni. Rezervorul a trebuit să fie umplut manual aproximativ de două ori pe an, prin deschiderea unui stăvilar. Având în vedere faptul că lipsa unei surse de apă independentă era slăbiciunea strategică principală a castelului, existența canalului subteran a fost un secret de stat cunoscut doar de împărat și de staroste. Minerii, care cunoșteau existența canalului, au fost măcelăriți pe drumul de la castel, fără a exista supraviețuitori.

## Imagini

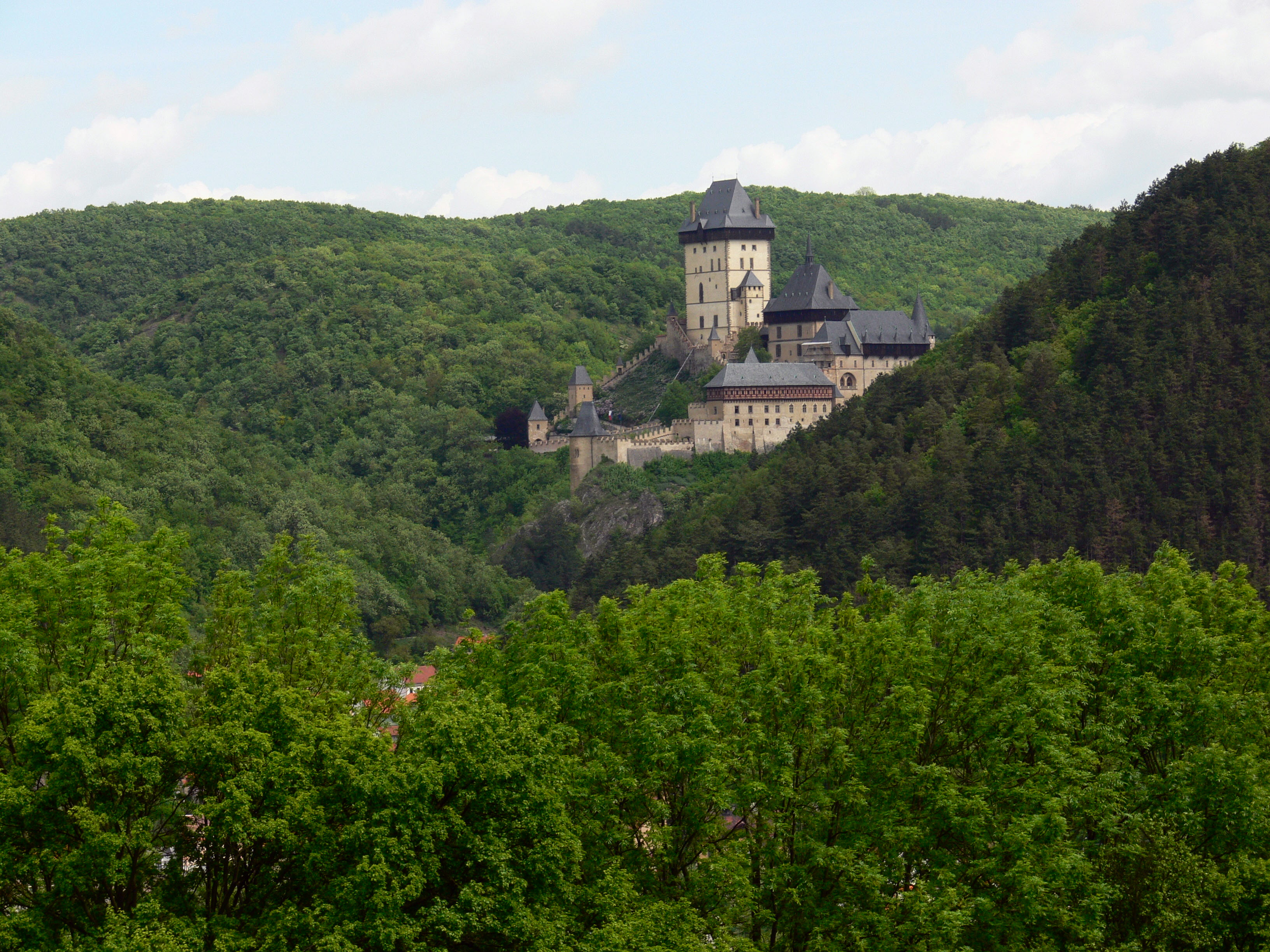
Vedere de pe deal
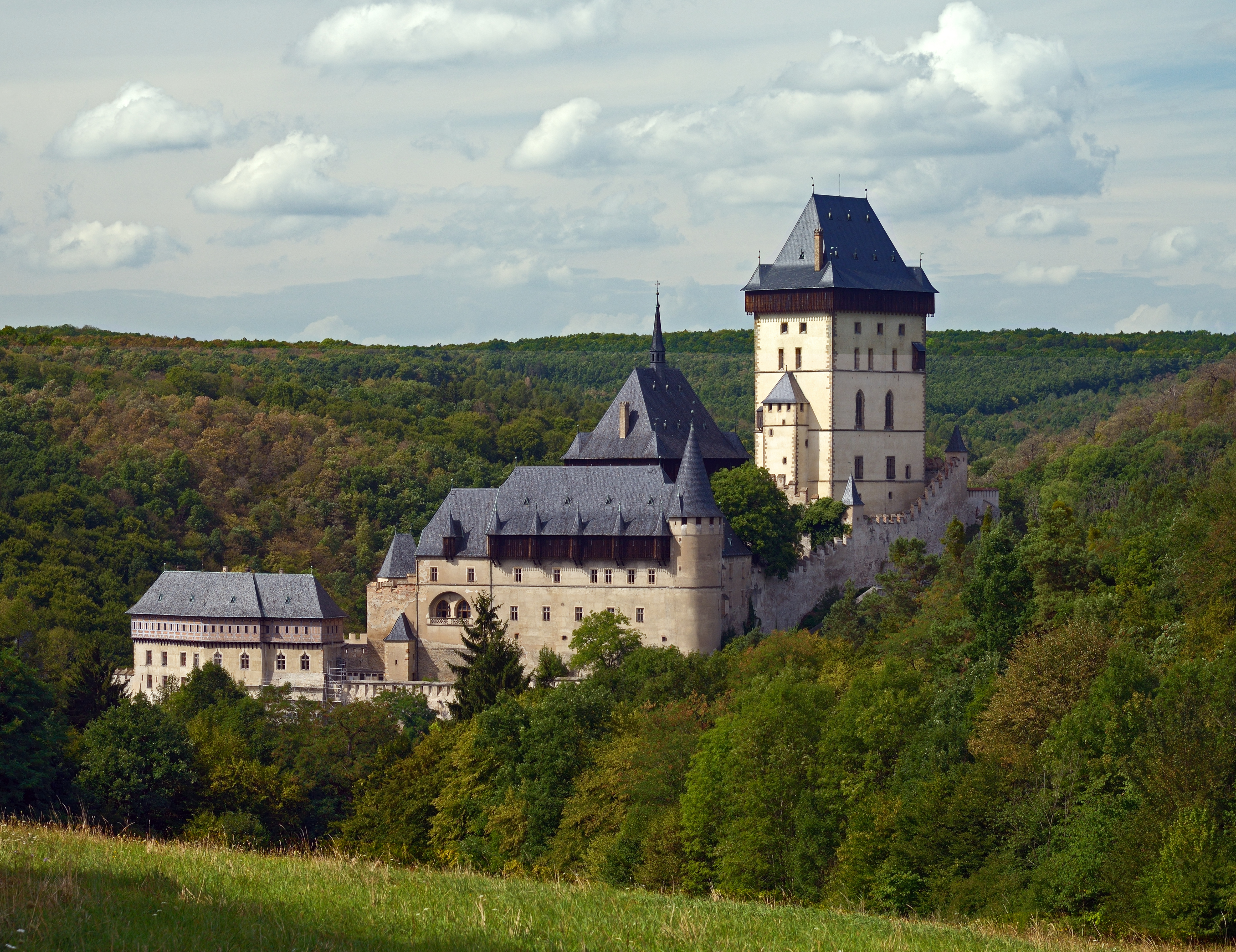
Vedere de pe deal
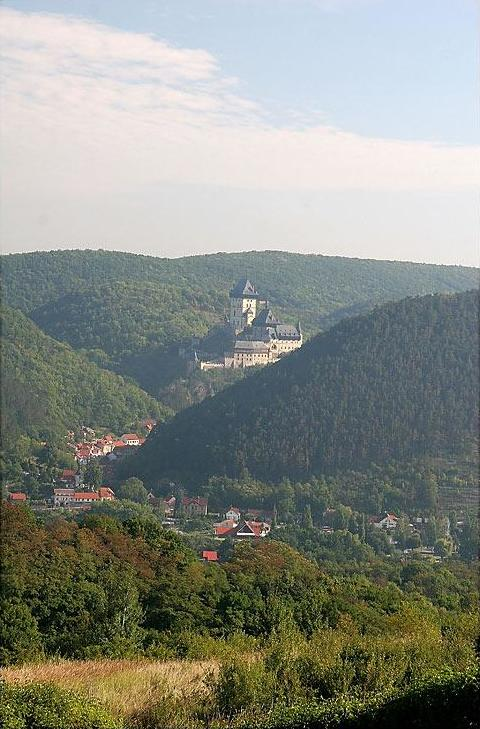
Castelul și satul Karlštejn
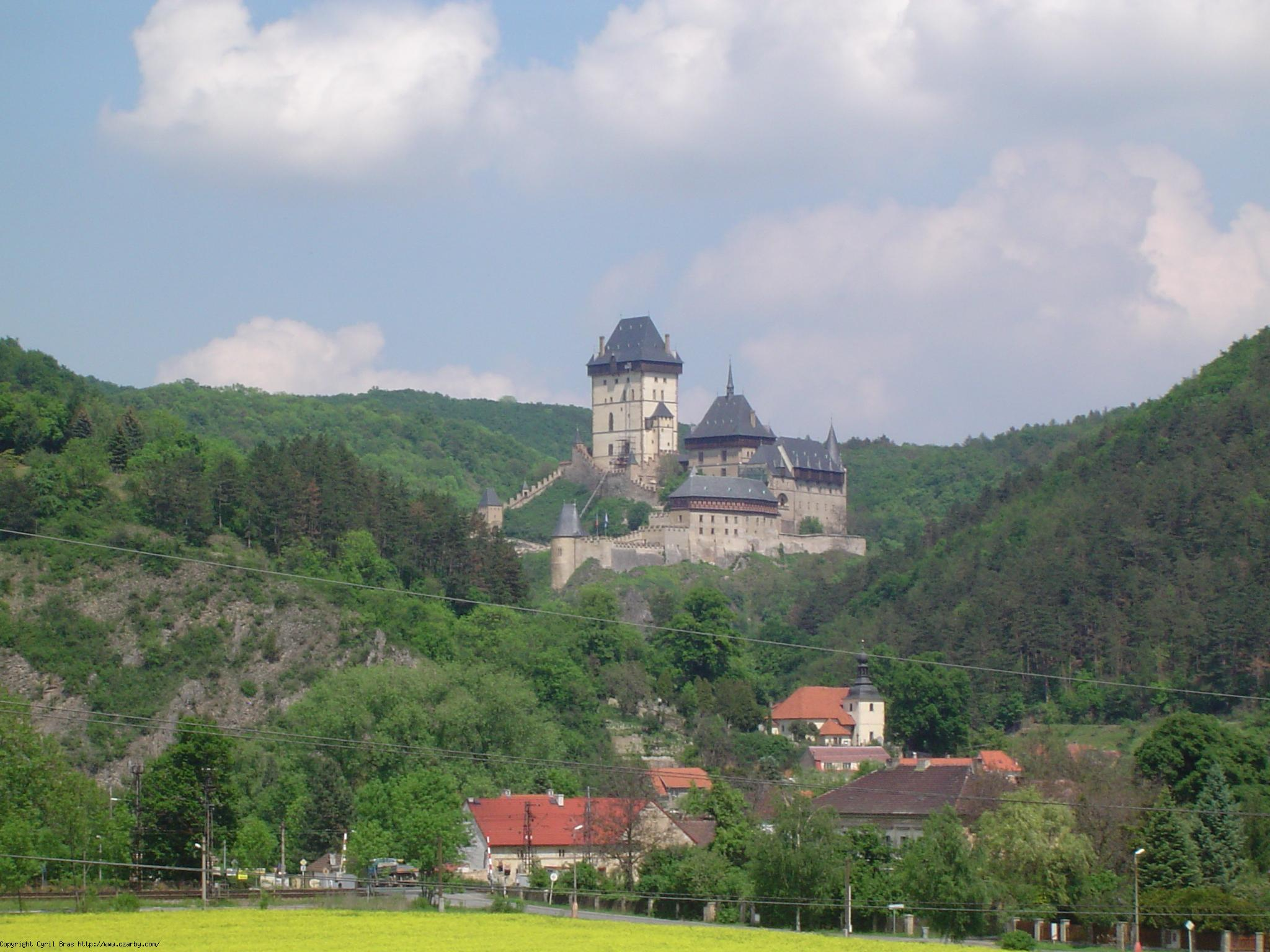
Castelul și satul Karlštejn
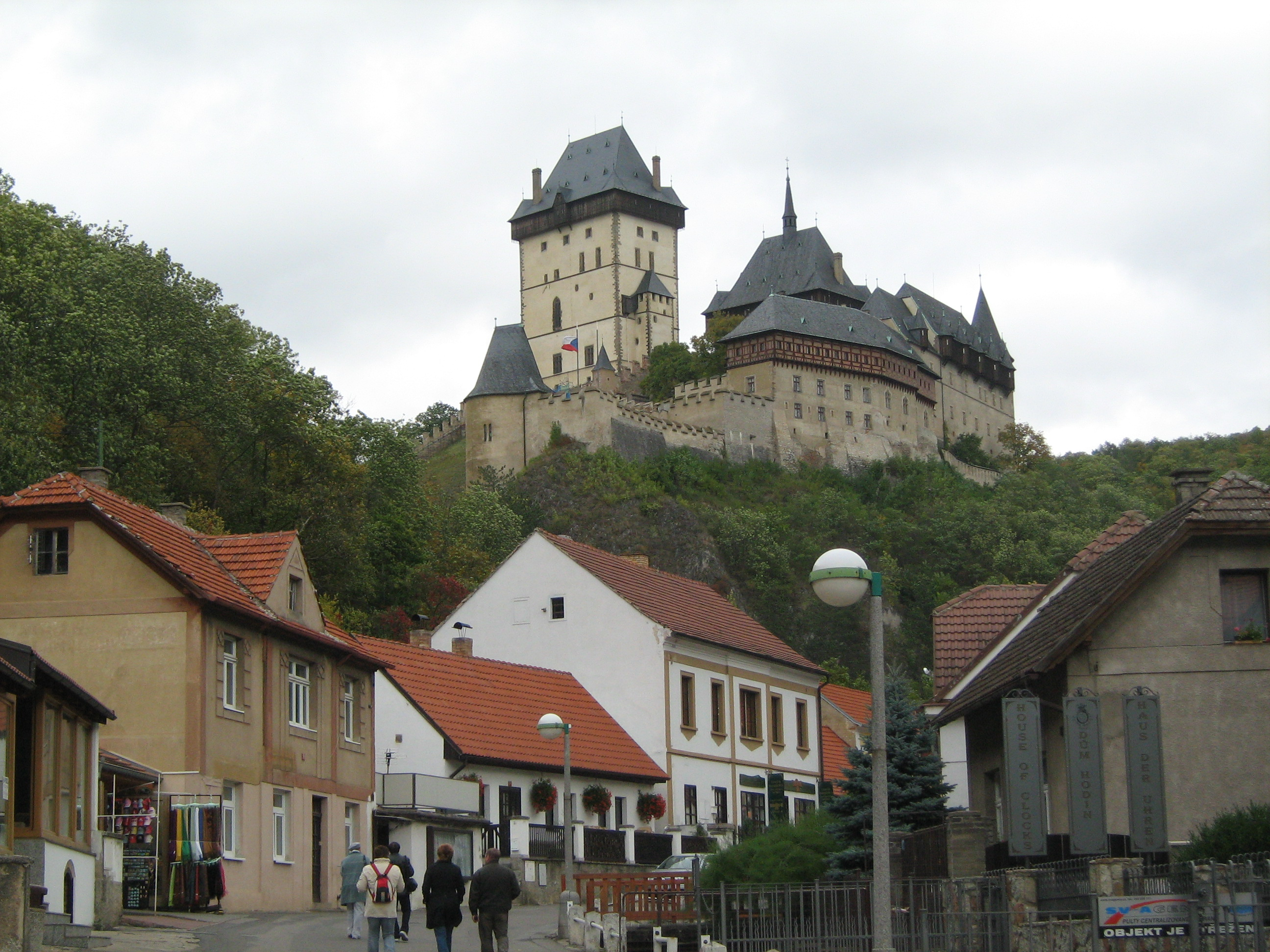
Castelul văzut din sat
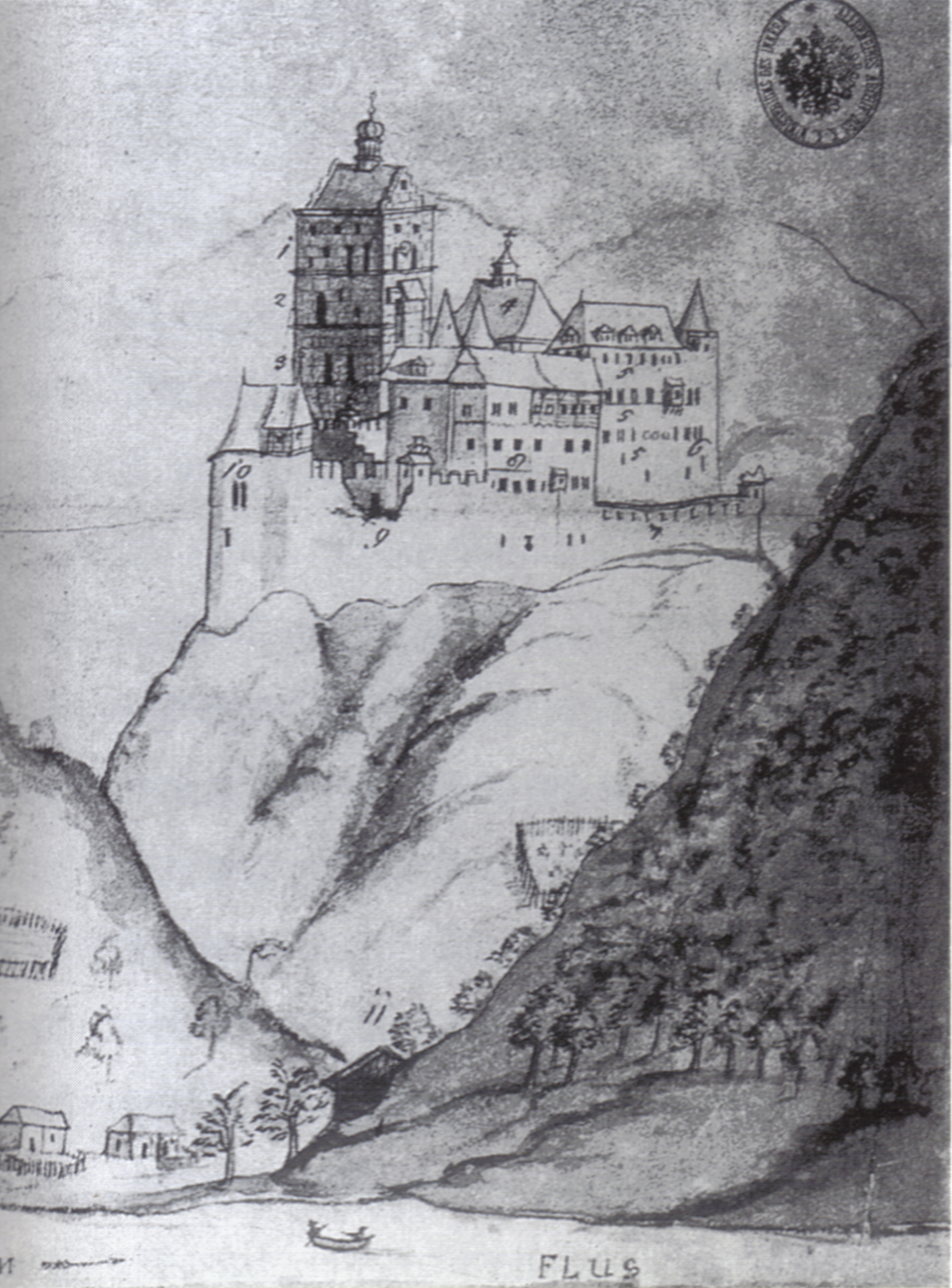
Imagine veche, din 1720
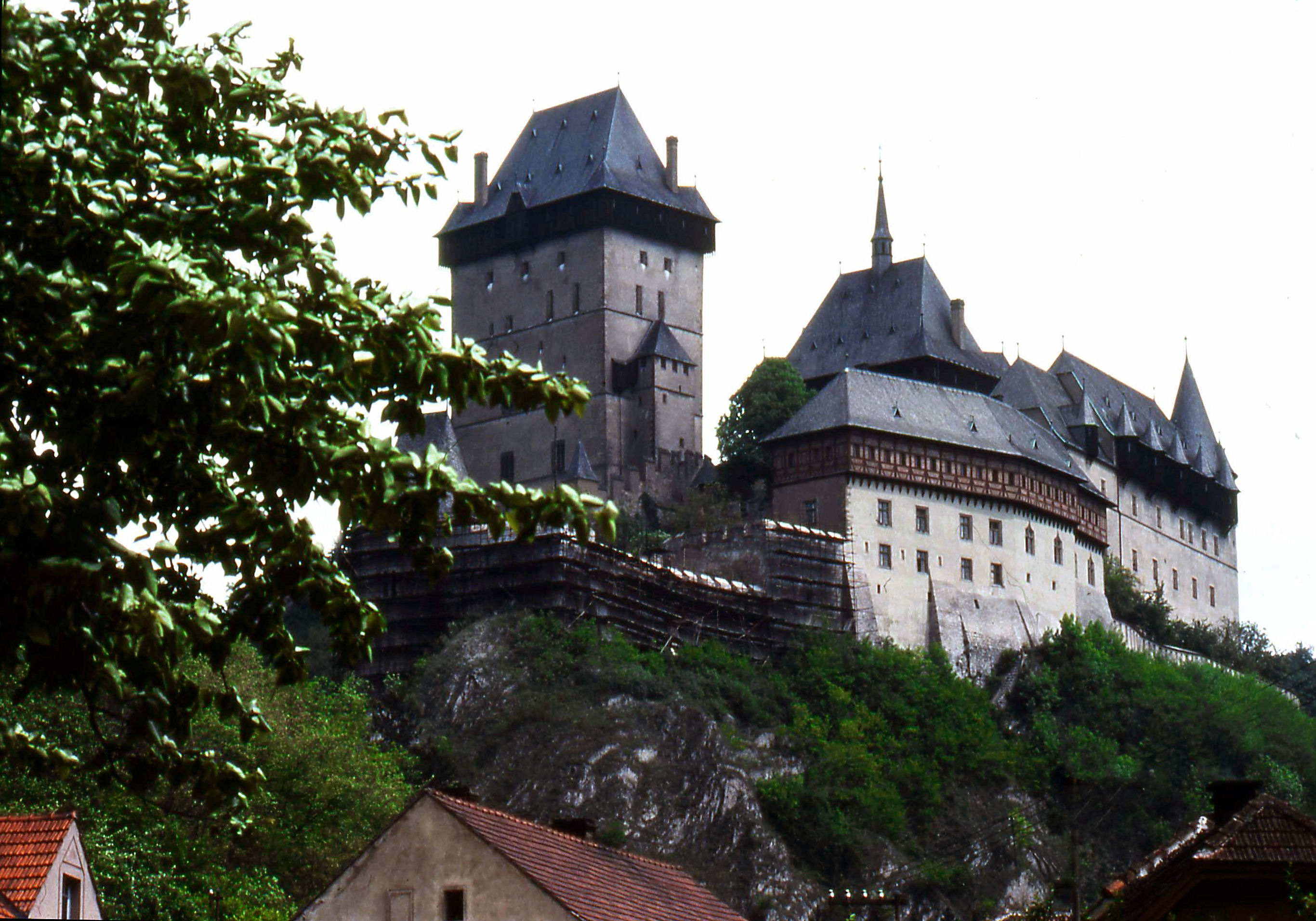
Karlštejn în 1976
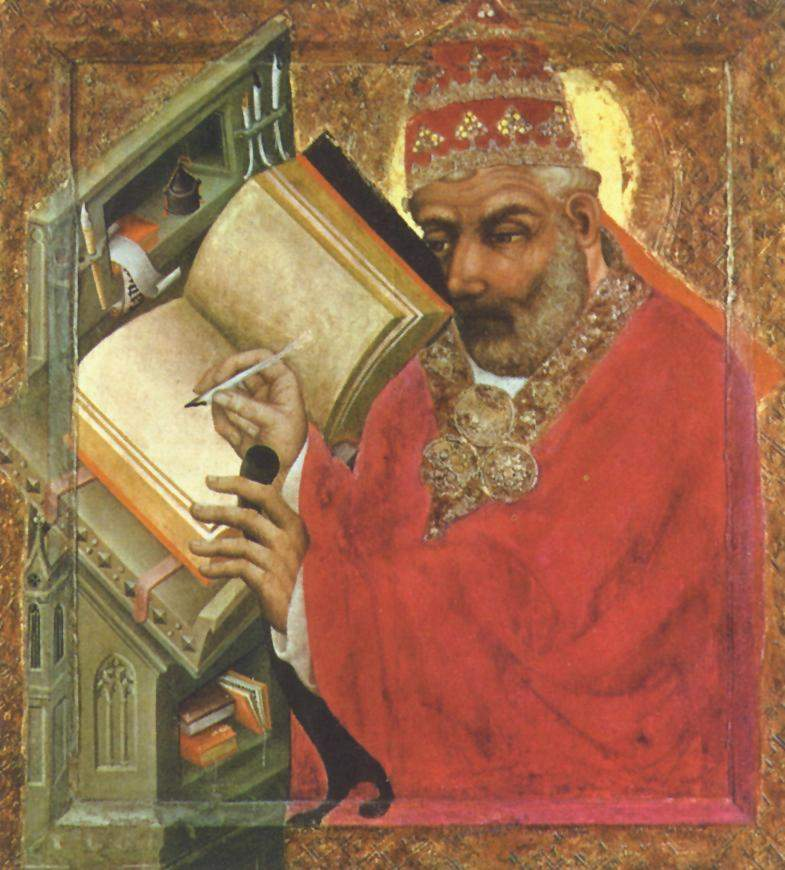
Papa Grigore I, portret realizat de Teodoric din Praga, 1360-1365, Capela Sfintei Cruci
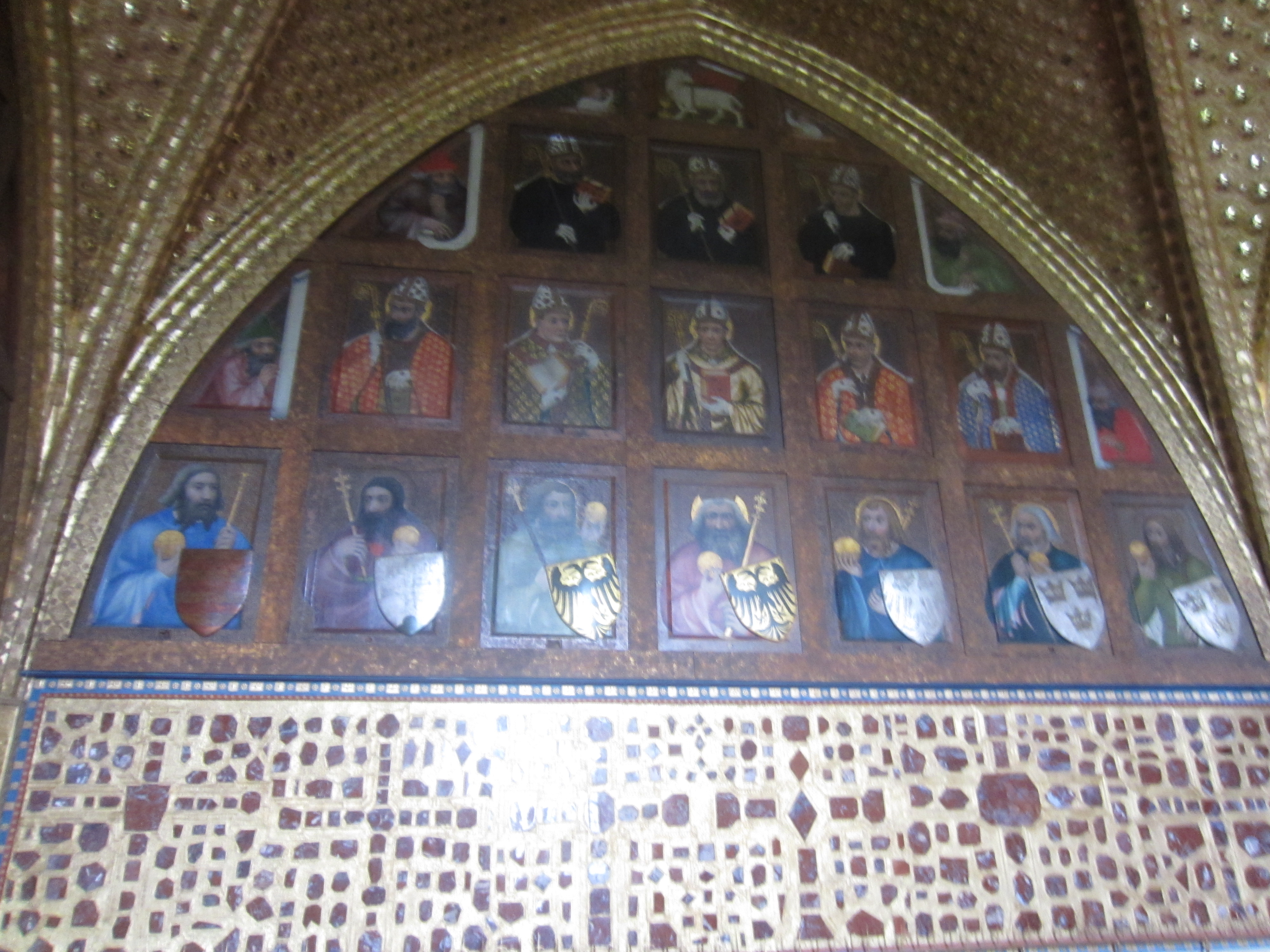
Perete din Capela Sfintei Cruci
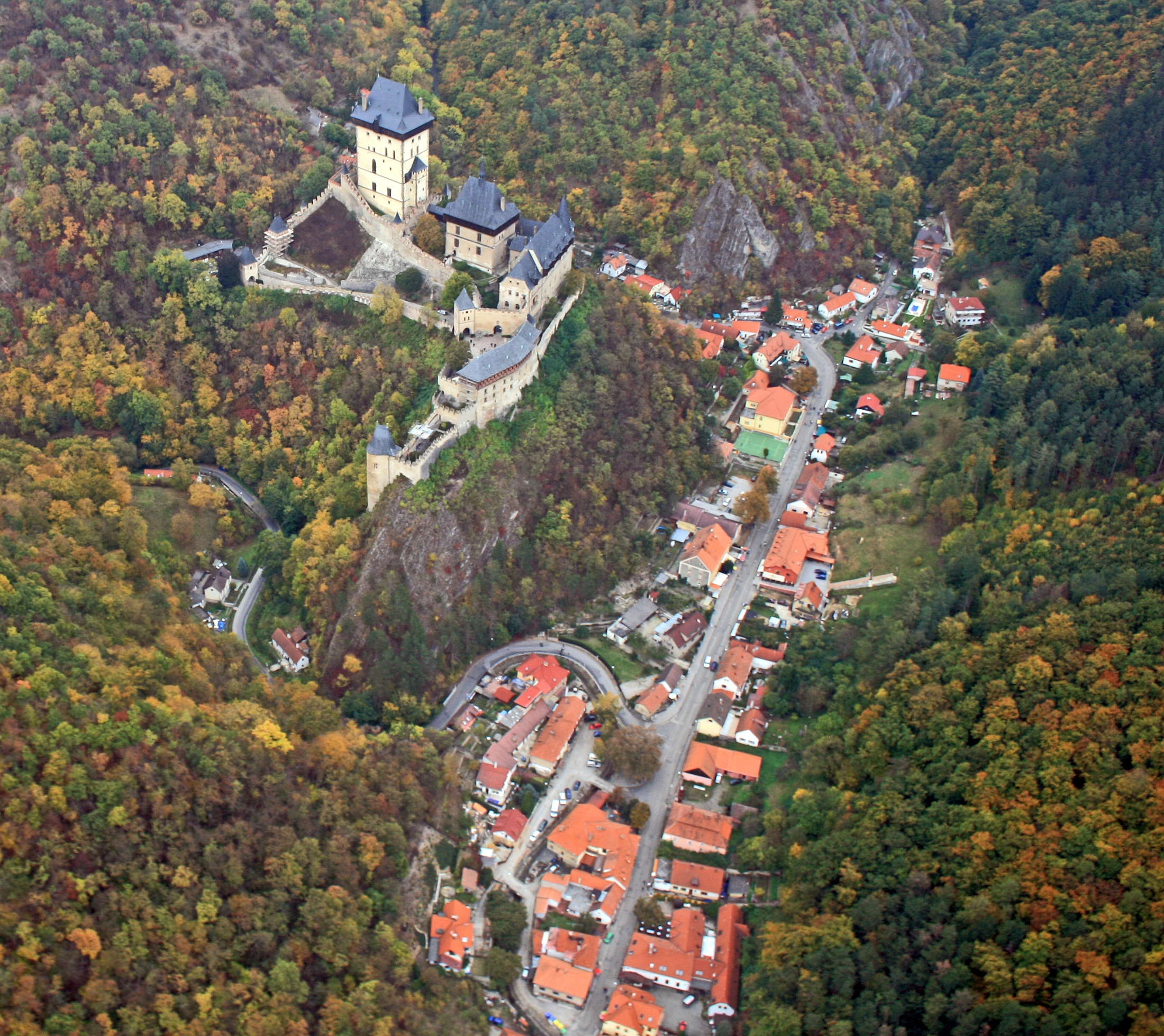
Vedere aeriană a castelului și satului Karlštejn
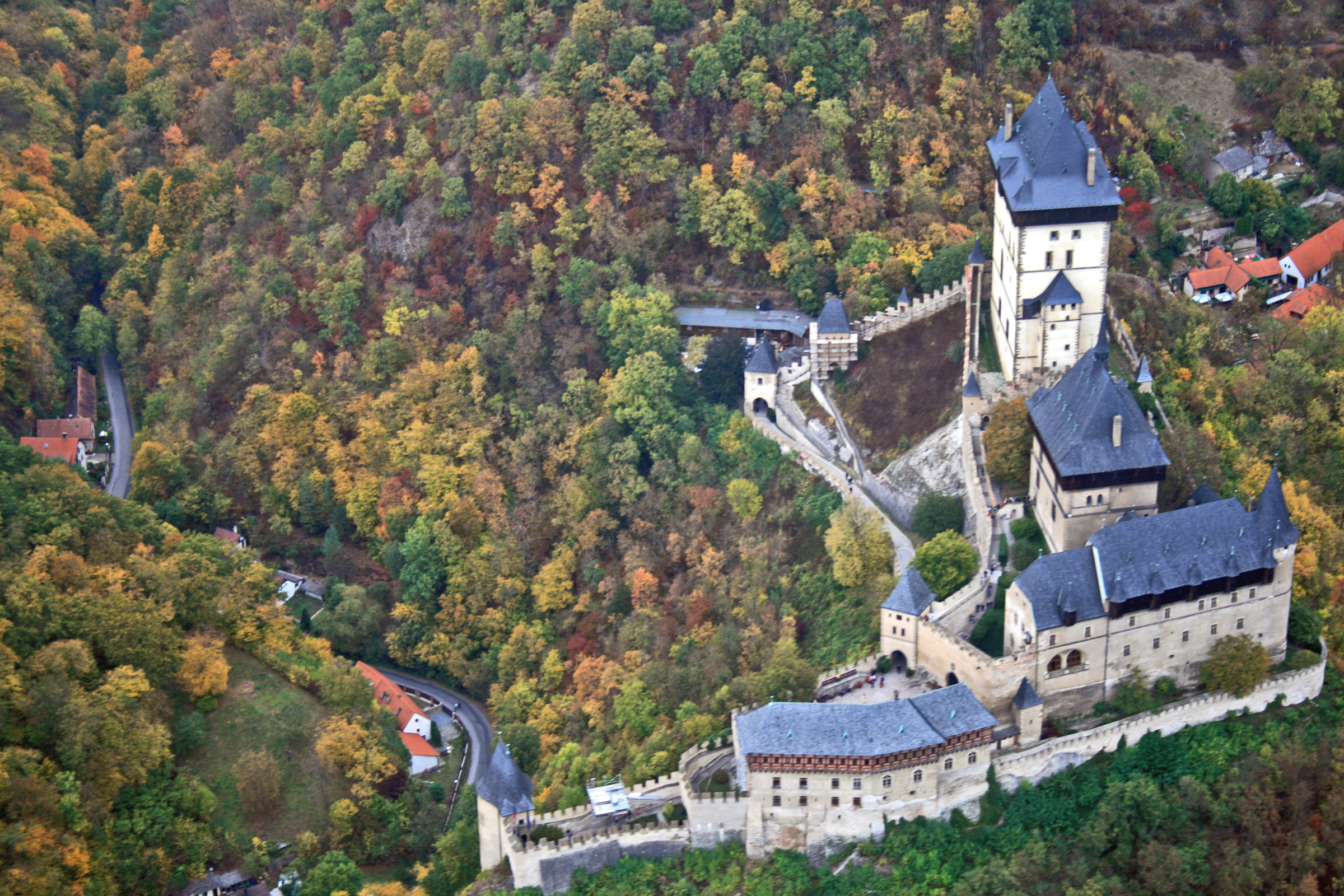
Vedere aeriană a castelului